# Pseudocellus pachysoma
Espèce
Pseudocellus pachysoma est une espèce de ricinules de la famille des Ricinoididae.

## Distribution
Cette espèce est endémique de la province de Guantánamo à Cuba. Elle se rencontre vers Baracoa et Maisí.

## Description
La femelle holotype mesure 4,95 mm.

## Publication originale
- Teruel & de Armas, 2008 : Nuevo Pseudocellus Platnick 1980 de Cuba oriental y nuevos registros de Pseudocellus. paradoxus (Cooke 1972) (Ricinulei: Ricinoididae). Boletin de la Sociedad Entomológica Aragonesa, vol. 43, p. 29-33.